# Lilla Nottjärnen
Lilla Nottjärnen är en sjö i Leksands kommun i Dalarna och ingår i Dalälvens huvudavrinningsområde.